# هانا کاکرافت
هانا کاکرافت (انگلیسی: Hannah Cockroft؛ زادهٔ ۳۰ ژوئیهٔ ۱۹۹۲) ورزشکار اهل بریتانیا است.
وی همچنین برندهٔ جوایزی همچون افسر نشان امپراتوری بریتانیا شده‌است. او از دانش‌آموختگان دانشگاه برادفورد و دانشگاه کاونتری و از رکوردداران جهانی در دو و میدانی پارالمپیک است.